# (2136) Jugta
(2136) Jugta es un asteroide perteneciente al cinturón de asteroides, descubierto el 24 de julio de 1933 por Karl Wilhelm Reinmuth desde el Observatorio de Heidelberg-Königstuhl, Alemania

## Designación y nombre
Designado provisionalmente como 1933 OC. Fue nombrado Jugta en honor al astrónomo aficionado J. U. Gunter.